# نصب بوزلودزا التذكاري
نصب بوزلودزا التذكاري (بالبلغارية: Паметник на Бузлуджа)‏ أو نصب بيت الحزب الشيوعي البلغاري هو معلم تذكاري (ملقب بالصحن) بني على قمة بوزلودزا في وسط بلغاريا من قبل الحكومة الشيوعية البلغارية. احتفلت بأحداث عام 1891، عندما اجتمع مجموعة من الاشتراكيين بقيادة ديميتار بلاغويف سراً في المنطقة لتشكيل حركة اشتراكية منظمة أدت إلى تأسيس الحزب الاشتراكي الديمقراطي البلغاري، الذي أصبح فيما بعد الحزب الشيوعي البلغاري .
الافتتاح الرسمي للنصب التذكاري كان بتاريخ 23 أغسطس 1981.
تم التخلي عن النصب التذكاري بعد سقوط الاتحاد السوفياتي في عام 1989 وهو الآن مهجور ومهمل.

## أعمال البناء
بدأ بناء النصب التذكاري في 23 يناير 1974 تحت اشراف المهندس المعماري جورجي ستويلوف، عمدة صوفيا السابق والمؤسس المشارك لاتحاد المهندسين المعماريين في بلغاريا.  تم استعمال مادة تي إن تي المتفجرة لجعل القمة على أساس مستقر، مما جعل طول الجبل يهبط من 1,441 متر (4,728 قدم) إلى 1,432 متر (4,698 قدم). تم إزالة أكثر من 15000 متر مكعب من الصخور في هذه العملية. تم بناء النصب بتكلفة 14,186,000 ليفا، والتي مع أسعار اليوم تعادل تقريبًا 35 مليون دولار أمريكي.
يجسد المبنى العمارة المستقبلية المشتركة بين العديد من المباني الشيوعية التي شيدتها الدولة. لم يعد المبنى يدار من قبل أي أحد، وهو مغلق أمام الجمهور باعتباره منطقة خطرة.  هناك اقتراح من مشروع بوزلودزا للحفاظ على النصب المعماري وتحويل المبنى إلى متحف للتاريخ البلغاري.

## فسيفساء
داخل المبنى، تحتفي الفسيفساء التي تغطي ما يقرب من 510 متر مربع من المساحة بتاريخ الحزب الشيوعي البلغاري. تم بناء الفسيفساء باستخدام 35 طنا من زجاج الكوبالت. اليوم تم تدمير ما يعادل 20٪ منها بسبب الزمن وأعمال التخريب.
على الحلقة الخارجية من النصب التذكاري، تم بناء الفسيفساء بالحجارة الطبيعية التي تم جمعها من الأنهار عبر بلغاريا. أيضاً اختفت هذه الفسيفساء لأسباب طبيعية في الغالب.
كانت الفسيفساء الأخيرة في المبنى تصور المطرقة الشيوعية والمنجل محاطة باقتباس من بيان الحزب الشيوعي بالنص التالي «أيها البروليتاريون في جميع البلدان اتحدوا!» 

## معرض صور

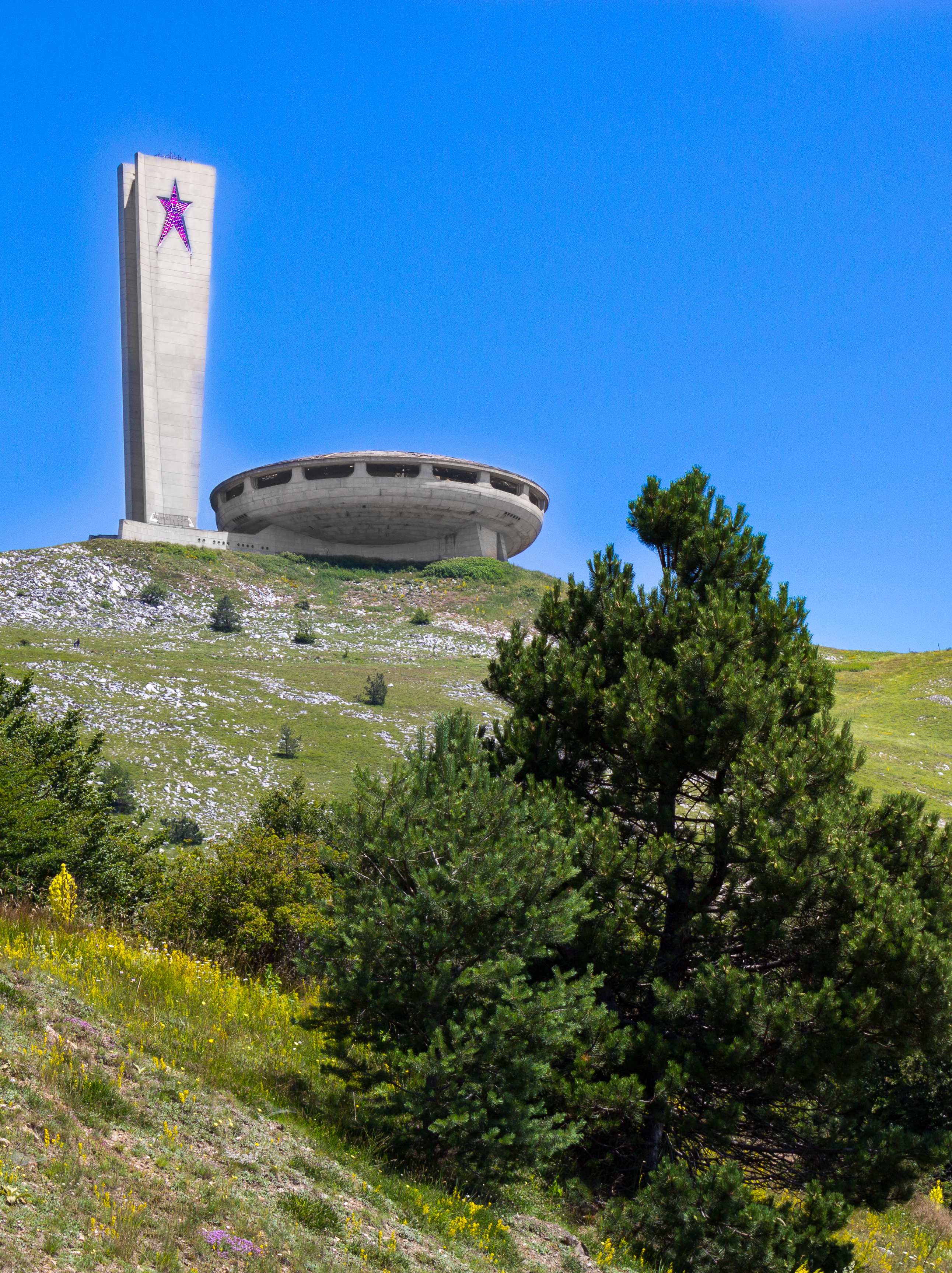
صورة من بعيد
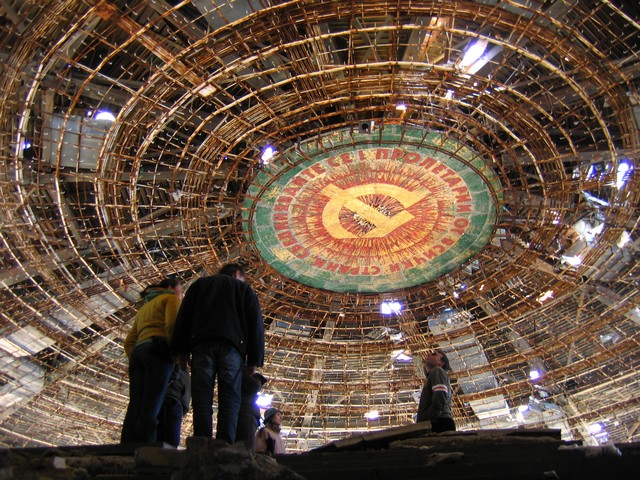
قبة
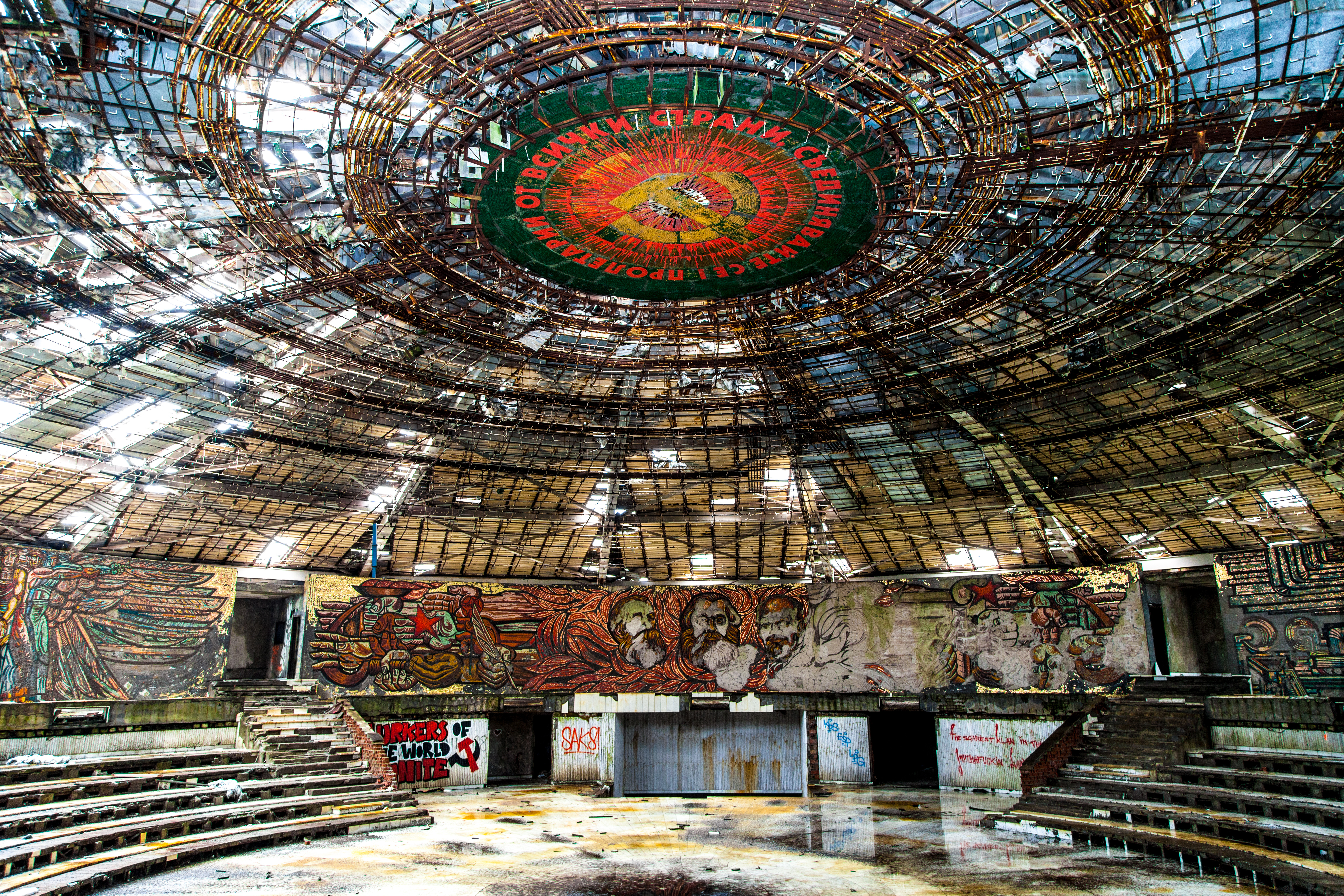
قاعة محاضرات
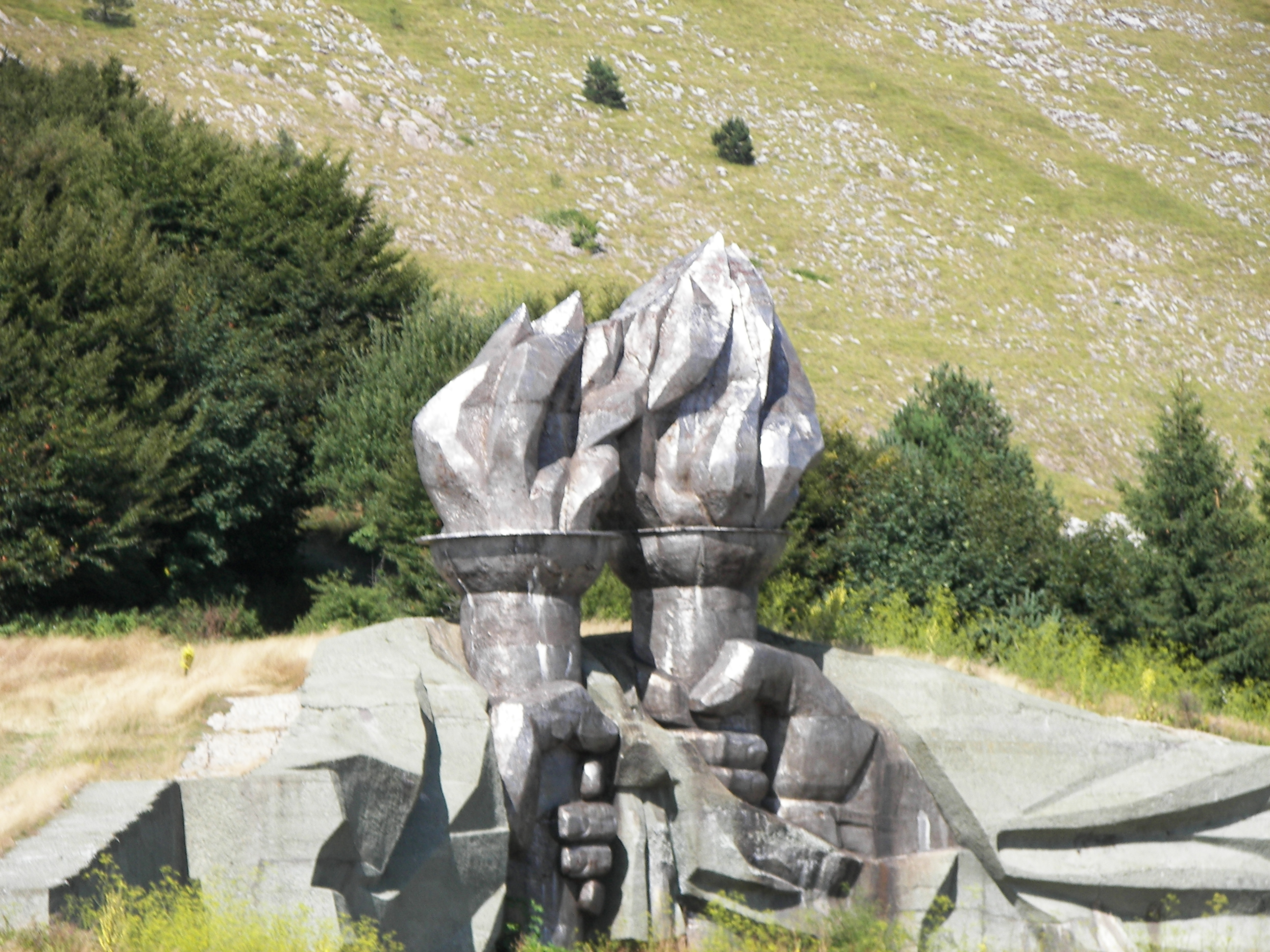
الشعلة
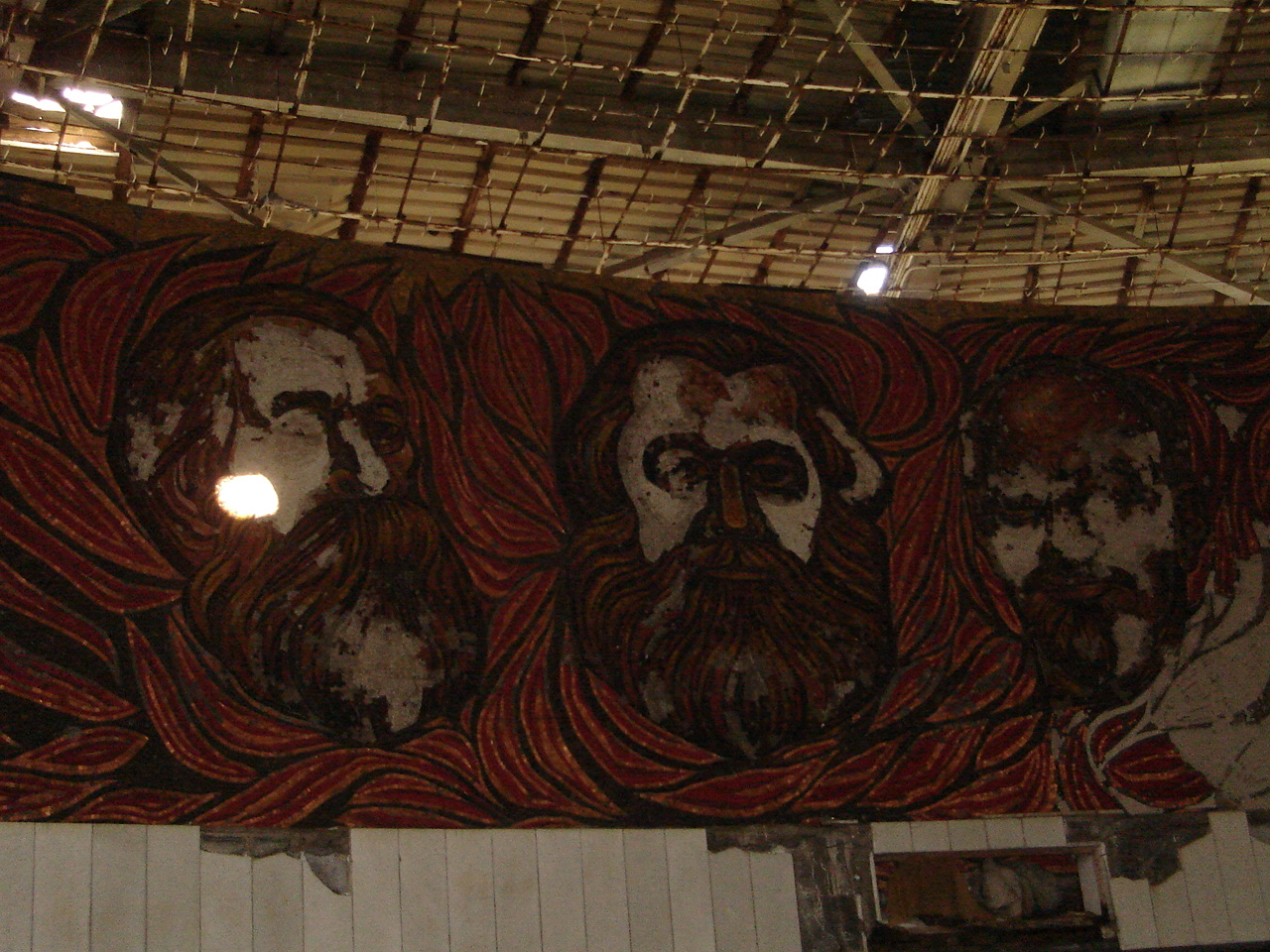
فسيفساء (من اليسار إلى اليمين) فريدريش إنجلز وكارل ماركس وفلاديمير لينين
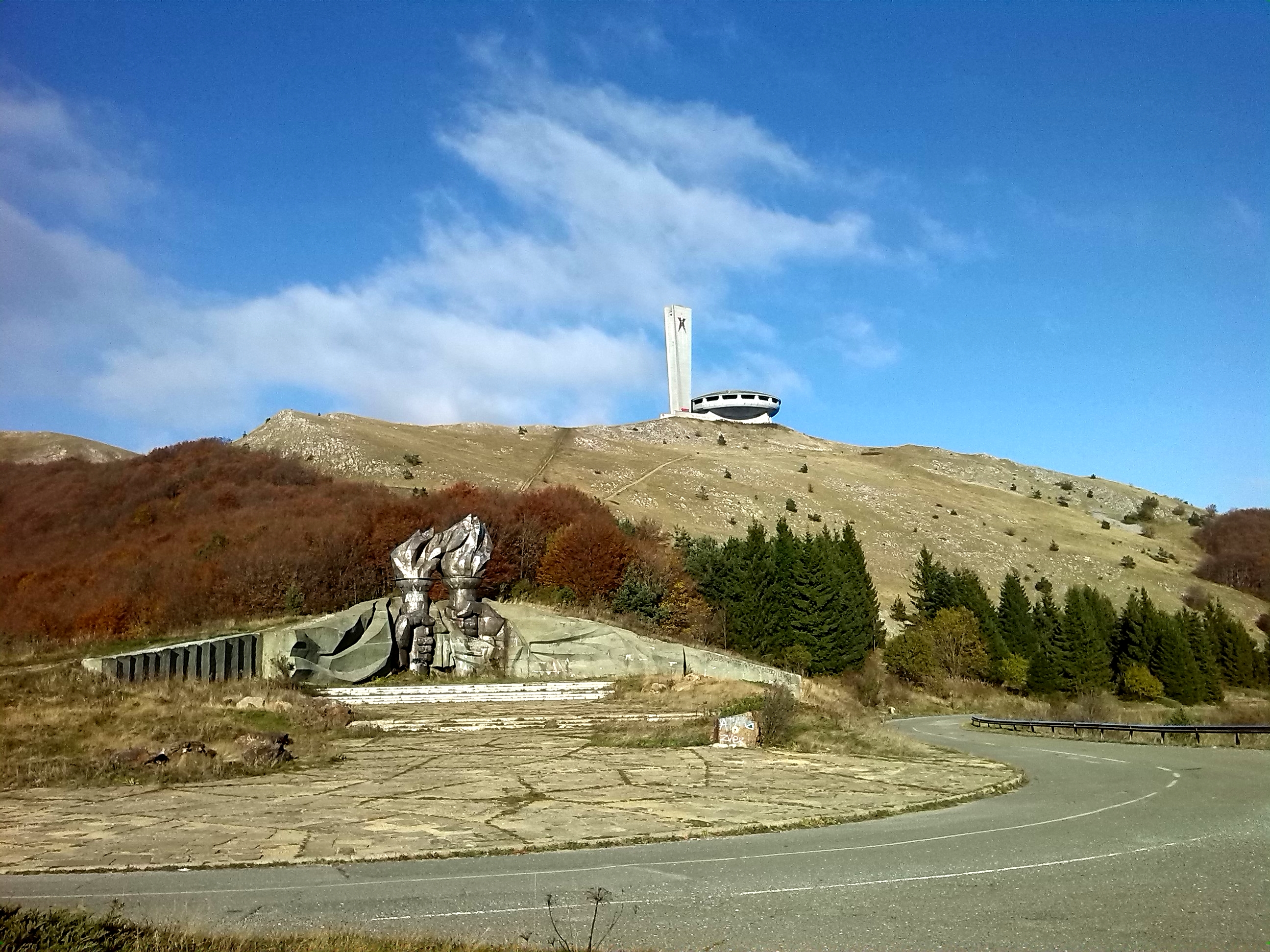
الشعلة وبالخلف النصب التذكاري